# Сноу, Тони
Тони Сноу (англ. Tony Snow, полное имя — Robert Anthony Snow; 1 июня 1955, Бериа, Кентукки, США — 12 июля 2008, Джорджтаун, Вашингтон, США) — американский журналист, политический комментатор и государственный деятель. Наиболее известен как пресс-секретарь Белого дома в администрации президента Джорджа Буша-младшего с 2006 по 2007 год.

## Биография

### Образование и ранняя карьера
Сноу окончил колледж Дэвидсона в Северной Каролине, где получил степень бакалавра искусств по философии. Впоследствии он изучал экономику и философию в Чикагском университете. Свою карьеру он начал как журналист, работая обозревателем и редактором в различных изданиях, включая The Detroit News и The Washington Times.

### Журналистская деятельность
Сноу приобрёл известность как политический обозреватель и ведущий на телевидении. Он вёл передачи на Fox News Channel, включая программу Fox News Sunday, а также писал политические колонки, публиковавшиеся в более чем 200 газетах. Отличался консервативными взглядами и ораторским талантом.

### Работа в Белом доме
С 1991 по 1993 год занимал должность заместителя пресс-секретаря и директора по связям с общественностью в администрации Джорджа Буша-старшего. В апреле 2006 года президент Джордж Буш-младший назначил Тони Сноу пресс-секретарем Белого дома. Он стал первым человеком, пришедшим на этот пост из Fox News. Сноу покинул должность в сентябре 2007 года, сославшись на личные и медицинские причины.

### Болезнь и смерть
В 2005 году у Сноу был диагностирован рак толстой кишки. Несмотря на лечение, болезнь прогрессировала, и он умер 12 июля 2008 года в возрасте 53 лет. Его смерть вызвала широкую реакцию как среди представителей СМИ, так и в политических кругах США.

## Личность и наследие
Тони Сноу запомнился коллегам как красноречивый, обаятельный и интеллигентный человек, способный находить общий язык с представителями различных политических взглядов. Его вклад в развитие политической журналистики и связи между правительством и СМИ считается значительным.
1. 1 2  Tony Snow // GeneaStar
2. ↑  http://www.nytimes.com/2008/07/13/washington/11cnd-snow.html